# Audace Foot-Ball Club 1925-1926
Questa voce raccoglie le informazioni riguardanti l'Audace Foot-Ball Club nelle competizioni ufficiali della stagione 1925-1926.

## Stagione

Una fotografia dell'incontro Liberty-Audace del 24 gennaio 1926, disputato a Bari, in casa dei libertiani (che vinsero 2-0). Gli atleti dell'Audace sono in maglia bianca.

L'Audace totalizza 9 punti nel girone preliminare pugliese, terminandolo quindi al terzo posto, a metà classifica; un punto di differenza dal Liberty secondo. Il rendimento fra andata e ritorno è stato equo, con 5 punti nell'andata e 4 nel ritorno. Entrambi i derby tarantini hanno visto i rossi sconfitti dalla Pro Italia, vincitrice del girone, 0-2 all'andata e 2-1 al ritorno.

## Organigramma societario
Area direttiva
- Presidente: Carlo Natale.
- Sede: via Cavallotti, Taranto.

Area tecnica
- Allenatore: commissione tecnica presieduta da Filippo De Fraja.

## Rosa
| N. |                           | Ruolo | Calciatore             |
| -- | ------------------------- | ----- | ---------------------- |
|    | Italia (bandiera)         | P     | Luigi Coretti          |
|    | Italia (bandiera)         | D     | Baldini                |
|    | Italia (bandiera)         | ?     | Conte                  |
|    | Italia (bandiera)         | C     | Dalmaso                |
|    | Italia (bandiera)         | ?     | Nicola De Lorenzo (II) |
|    | Italia (bandiera)         | ?     | Galletti               |
|    | Italia (bandiera)         | A     | Gallo                  |
|    | non conosciuta (bandiera) | ?     | Krasna                 |
|    | Italia (bandiera)         | D     | Cosimo Minetola        |
|    | Italia (bandiera)         | C     | Tercovich I (capitano) |

| N. |                   | Ruolo | Calciatore         |
| -- | ----------------- | ----- | ------------------ |
|    | Italia (bandiera) | ?     | Tercovich II       |
|    | Italia (bandiera) | ?     | Pomes              |
|    | Italia (bandiera) | ?     | Piccolo            |
|    | Italia (bandiera) | ?     | Putignano          |
|    | Italia (bandiera) | C     | Rossi              |
|    | Italia (bandiera) | D     | Russo              |
|    | Italia (bandiera) | C     | Giovanni Sardella  |
|    | Italia (bandiera) | ?     | Vitantonio Scorcia |
|    | Italia (bandiera) | C     | Aurelio Sculto     |
|    | Italia (bandiera) | D     | Giuseppe Scotti    |

## Risultati
Fonti

### Prima Divisione

#### Girone preliminare pugliese

##### Girone di andata
| Arbitro: | Tiberini (Bari) |

|  |           |                    |
|  | Marcatori | 30’, 49’ Palmisano |

| Arbitro: | Battucci (Ancona) |

|                               |           |                          |
| Mazuka 72’ (rig.), 77’ (rig.) | Marcatori | 18’ De Lorenzo 79’ Gallo |

| Arbitro: | De Michelis (Taranto) |

|                            |           |               |
| Piccolo 10’, 56’ Gallo 23’ | Marcatori | 62’ Locatelli |

| 13 dicembre 1925 4ª giornata |  | – turno di riposo |  |  |

| Arbitro: | Fornarelli (Bari) |

|  |           |                                   |
|  | Marcatori | 21’ (aut.) Camero 76’ Tercovich I |

##### Girone di ritorno
| Arbitro: | Reichlin (Napoli) |

|                              |           |           |
| Mongelli 10’ De Pasquale 66’ | Marcatori | 20’ Gallo |

| Arbitro: | De Michelis (Taranto) |

|             |           |  |
| Piccolo 25’ | Marcatori |  |

| Arbitro: | Fornarelli (Bari) |

|                           |           |  |
| Perilli 8’ Costantino 76’ | Marcatori |  |

| 31 gennaio 1926 9ª giornata |  | – turno di riposo |  |  |

| Arbitro: | Fornarelli (Bari) |

|  |           |                   |
|  | Marcatori | 6’ (aut.) Coretti |

## Statistiche

### Statistiche di squadra
| Competizione | Punti | In casa | In casa | In casa | In casa | In casa | In casa | In trasferta | In trasferta | In trasferta | In trasferta | In trasferta | In trasferta | Totale | Totale | Totale | Totale | Totale | Totale | D.R. |
| Competizione | Punti | G       | V       | N       | P       | Gf      | Gs      | G            | V            | N            | P            | Gf           | Gs           | G      | V      | N      | P      | Gf     | Gs     | D.R. |
| ------------ | ----- | ------- | ------- | ------- | ------- | ------- | ------- | ------------ | ------------ | ------------ | ------------ | ------------ | ------------ | ------ | ------ | ------ | ------ | ------ | ------ | ---- |
| Campionato   | 9     | 4       | 3       | 0       | 1       | 6       | 3       | 4            | 1            | 1            | 2            | 5            | 6            | 8      | 4      | 1      | 3      | 11     | 9      | +2   |

### Statistiche dei giocatori
Fonti
| Giocatore          | Campionato | Campionato |
| Giocatore          | Pres       | Gol        |
| ------------------ | ---------- | ---------- |
| Baldini            | 1          | 0          |
| Conte              | 1          | 0          |
| L. Coretti         | 8          | -9         |
| Dalmaso            | 8          | 0          |
| N. De Lorenzo (II) | 8          | 1          |
| Galletti           | 1          | 0          |
| Gallo              | 7          | 3          |
| Krasna             | 3          | 0          |
| C. Minetola        | 7          | 0          |
| Piccolo            | 6          | 3          |
| Putignano          | 5          | 0          |
| Pomes              | 1          | 0          |
| Rossi              | 6          | 0          |
| Russo              | 3          | 0          |
| G. Sardella        | 4          | 0          |
| V. Scorcia         | 1          | 0          |
| A. Sculto          | 4          | 0          |
| G. Scotti          | 5          | 0          |
| Tercovich I        | 7          | 1          |
| Tercovich II       | 2          | 0          |